# شينيا ناكازاوا
شينيا ناكازاوا هو مهندس ياباني، ولد في 29 مارس 1978.